# Grön Reine Claude

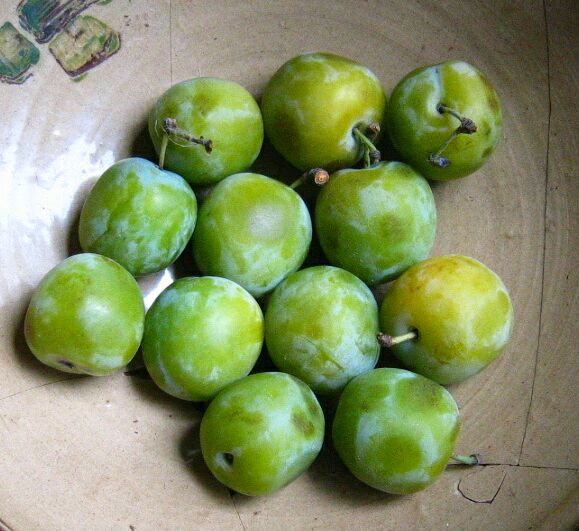
Ett fat med grön Reine Claude.

Grön Reine Claude, ofta även kallad stor grön Reine Claude eller Reine Claude Verte i Sverige,  är en mycket gammal plommonsort av okänt ursprung. Namnet har den fått efter drottning Claude, Frans I:s gemål. I England omnämns sorten redan 1629, där den kallas gage eller greengage efter en familj med samma namn, sedan en medlem av denna fört in sorten i landet. Till Sverige har sorten kommit under tidiga 1700-talet. Det finns flera kloner av grön Reine Claude, det kan förekomma avvikelser i växtsätt och andra detaljer. 
Frukten är medelstor eller liten, rund, mörkt gulgrön med grönare fläckar och violettröda punkter och flammor, ljusgrå dagg. Huden är seg och svår att dra av. Stenen lossnar vanligen lätt från köttet. Köttet är ganska fast, gröngult med ådror, mycket saftigt och med en särdeles fin arom. Mognar i andra halvan av september. Frukten plockas ofta innan full mognad, eftersom den då ger en sylt av grönare färg.
Trädet är härdigt, växer rätt svagt och bildar ganska oregelbunden och utbredd krona. Trädet växer länge och bördigheten inträder sent. Blomningen är sen och sorten självfertil. 